# 權力
權力（英語：Power）是一种广泛存在的社会现象，是政治學、國際關係與國際政治學的核心概念。權力是影響、甚至控制別人行為的能力。與權利 (英語：right) 完全不同，卻因爲中文翻譯經常被混淆。
在政治學與國際關係研究中，對「權力」的可能有四種甚至以上的定義：
- 「權力」作為個人或國家的追求目標（power as a goal）。
- 「權力」作為影響力（influences）的度量（measurement）尺度[1]，即資源的內容與多寡。
- 「權力」作為政治鬥爭的結果（results）。
- 「權力」作為一種宰制（domination）與被宰制關係的表述。

权力：在反对情况下仍能实现自己意志的能力（米尔斯）。
關於上述四種定義，由於個別研究者研究領域各有側重，因此不同的文獻和學人，可能使用不同的定義。例如社會學、文化批判、論述研究（discourse studies）等領域可能側重「宰制關係」。政治哲學側重個人、團體、國家等單位追逐的目標的探討。國際政治學則側重國際行為者影響力的度量。由于权力天生的强制性和不平等性，人们常常将权力与恶相提并论。但是权力也是人类社会维持运作的必然手段。当权力作為力量的正当性失去后，往往会蜕变成赤裸裸的暴力。

## 词源
中文的“权力”一词来自对英语power的翻译。power来自拉丁语potestsa或potentia，引申自拉丁语动词potere，意为可以做某件事，权力则指通过意志的运用以达到某种目的的能力。
古汉语里的“权”是公平，平衡的意思，并没有英文power中能力的含义。英文power翻译成“权力”是后人的附会。

## 权力的基础
根据French和Raven的分类，权力的基础来自以下六个方面：
- 奖赏权力（Reward Power）
- 强制权力（Coercive Power）
- 合法权力（Legitimate Power）
- 参照权力（Referent Power）
- 专家权力（Expert Power）
- 信息权力（Information Power）

## 權力與政治學
權力作為人類社會的普遍現象，在東西方古代哲學文獻即被廣泛探討。在柏拉圖、亞里士多德、馬基維利、霍布斯、孔子、韓非等人的言論或著作中，都曾直接或間接討論到權力的要素、正當性或非正當性權力的評價、權力的取得與喪失等倫理與現實問題。例如柏拉圖與亞里士多德認為，哲學性的知識或公民制訂的法律，都可為政治權力的來源，而由一人、少數寡頭或多數人所掌握。孔子在論語曾提出「足食、足兵、民信」三項統治者的權力資源，即經濟條件、軍事實力、和政治正當性。韓非則以「勢」的概念定義權力資源，區分了物質性資源（「天造之勢」，如國土資源等）與非物質性資源（「人設之勢」，如政體、法令、統治策略的優劣）等。
現代政治學的興起與對權力的分析密不可分。美國政治學家哈羅德·拉斯威爾在1950年代提出，分析權力即研究「誰、贏得何物、何時、如何贏得？」（Who get what, when and how）的主題。美國國際政治學家摩根索也在1950年代提出「作為利益的權力」觀念，區分了包括人口、地理、經濟、戰略等權力資源，並斷言國際政治的本質即對此等資源的無止境的追逐。此等見解大致奠定了現代政治學研究權力的主要方向。
另外，在社會學、人類學、心理學以及社會科學中的跨科際流派，如結構主義、精神分析、女性主義等學說中，權力關係被進一步追溯到人類意識的形成以及語言符號衍生的宰制關係。如原始父權宰制與反抗發展出了現代公／私領域二分和宰制／反抗關係；人類文明、社會固有的對個人本能（id, ego）的壓制及其引發的不滿現象；又如話語論述中，被政治、經濟力量強制灌輸、支持的觀念，所形成的文化霸權的宰制（有時稱為軟權力）等等。上述研究皆從不同的角度拓展了權力研究的視野。
政治学上对权力的界定，注重于权力双方所具有的不平等性而带来的控制性与强制性。个体对权力的遵从不是来自于恐惧，而是权利的合法性所带来的反抗权力可能导致的惩罚。但是国家对权力的行使只依赖暴力的话，则会形成暴政，无法使权力稳固，社会稳定。

## 行使權力的主體
關於擁有權力的主體，歷來存在甚多爭論。一般性的看法是，行使權力的主體（或載體、單位，bearer, unit）可以是個人或團體。團體性的權力單位最大的是「國家」（state），合理化其權力行使的理由是主權理論。然而從個人到國家中間，仍存在大小不同的權力單位，包括若干具有跨國力量的組織與團體：
- 官方性的國際組織（如聯合國、北約、東盟、歐盟、大英國協、獨立國協、石油輸出國家組織和已經解體的華沙公約等）
- 跨國企業（如IBM、微軟、波音、英國石油公司、AT&T美國電話電報公司、艾克森美孚石油公司、美國通用電力公司（奇異）、洛克希德馬丁等）
- 國際非政府組織（NGOs，如國際特赦組織、無國界記者、PES歐洲社會主義政黨組織、綠色和平等）
- 國際恐怖主義網絡
- 大型國際媒體（如時代華納集團、CNN、紐約時報、英國廣播公司等）
- 主流宗教團體（如天主教廷、美國福音教派、全美猶太人協會）
- 大型國際金融機構、基金（如摩根大通、匯豐）。
- 階級、政黨、利益團體、工會。

在國際政治中，很多時候國際組織與跨國企業的資源和影響力，遠較多數中小型國家為大。例如亞洲金融風暴中，熱錢背後的跨國性對沖基金的力量就比許多東盟國家的中央銀行為大。而蓋達組織的武裝力量和政治影響力，也遠超過某些中小型的中東國家。即使大國也必須畏懼三分。
然而從方法論與本體論的角度來看，權力最終的載體仍是個人（individuals），「團體」（grouping）僅是個人行使權力的憑藉和工具，本身並無自有的權力。過於強調「團體」容易導致崇拜集體的迷思，其論證矮化「人」的地位卻突出集體的地位。但反對者以為，「團體」的運作規律已非團體中的個別人所能主導，所以「團體」有其自身的自主與能動性（dynamics）。這兩種爭議間並不存在最終結論。权力的控制主体，虽然外界表现为人或组织的决定，对人性的溯源却最终体现在由人的想法，思考，欲望，判断。因此，权力的实施过程最终表现为讨论，决策，执行，服从等各个逐渐影响放大的过程，这个过程表述为权力，在某种意义上，等同于能量，也可以按照物理学的原理对权力作为力的属性进行分析，最终的权力是由人的自身的一种理想与现实的理性判断中和最后所导致的一种经过强化为所有主体意识的一种强制力，然而在最终的源泉来自实际决策者的种种主观意识所决定。
约翰·加尔布雷斯更指出，权力的基础包括了人格、财产和组织。权力的基础有赖于强大的人格，权力的分配受制于财产，权力的掌握和运用则依赖于阶级、阶层、政党、社团等组织。而埃济翁尼则认为权力的基础是武力手段、物质奖励和合法性象征（例如声望或爱戴）。丹尼斯·朗把权力基础分为财富、声望、专长等个人资源，以及集体资源。未来学家托夫勒还提出了“权力转移”理论，认为权力已经从传统的暴力、财产转移到了知识上。

## 权力的表现形式
作为一种社会关系，权力的表现形式有多种。
根据权力运用领域的不同，可以分为：
- 政治权力：带有公共权威性质的关系
- 经济权力：基于社会经济关系而产生的权力，具有强大的渗透性，对政治权力产生直接影响
- 社会权力：基于社会角色中的群体认同而产生的权力关系，例如组织中的上下级关系，家庭中的家长权力
- 文化权力：在文化共同体中，对文化象征物和文化解释权拥有垄断地位的人所天然拥有的权力

加尔布雷斯根据权力属性不同，分为：
- 应得权力：强制或选择个人和团体爱好的能力来使他人服从的权力
- 报偿权力：给予个体某种利益使之服从
- 制约权力：通过改变信仰实施权力，服从者并没有感觉到服从的事实

根据权力形式不同，可以分为：
- 强制性权力：权力关系双方当存在利益冲突，需要以武力威胁
- 诱导性权力：以奖励等积极诱导来使对方服从

## 權力與國際關係

### 權力作為目標
對古典現實主義者如馬基維利、摩根索等而言，權力同時是個人與團體（主要是國家）追求的目標以及手段。此一定義下，目的與手段合而為一。至於權力這一目標又服務於何種目的，古典現實主義者們傾向認為人性的本質之一就是無止境地追求權力極大。
固然權力類似經濟學中的貨幣，可以用來換取政治領域的其他資源，但權力「自身」就是欲望的目標之一，甚至就是主要目標。對於某些人或團體而言，支配、宰制關係就是滿足其需求的憑藉，不需要用權力兌換其他資源，如財富等等。此一論點也可以在某些心理學、社會學、哲學（存在主義）流派中找到根據。歷史上某些人或團體似乎能夠甘於經濟清貧，卻不斷擴張宰制其他團體、個人的力量，其理由或許是推廣意識型態或宗教，但對某些現實主義者而言，最終的理由就是權力本身。

### 權力作為影響力
對於部分現代政治科學研究者而言，將權力定義為個人或團體追求的目標似乎過於抽象、玄奧，無法證實。因此將權力視為是爭奪其他資源的「影響力」似乎較為恰當。此種影響力可以是物質性、有形的影響途徑，如經濟合作與制裁、軍事威脅和同盟，也可以是無形的資源，如理念價值的傳播。
但此種觀點也受到批評。論者認為，「影響力」（influences）這一概念與權力運作的「後果」（outcomes）牽扯不清，容易使人得出「勝利者即影響力大者，即權力大者」的邏輯性謬誤（tautology）。例如1812年軍事與經濟處於劣勢的俄國擊敗拿破崙法國，能否因此結論稱，俄國影響力本就優於法國，便大有疑問。如此一來，便削弱了權力概念的科學性和解釋力。

### 權力作為能力或資源
國際政治學（或國際關係理論）的結構現實主義學派為解決上述爭議，提出將權力界定為「能力」（capabilities）的方案。此「能力」其實即是摩根索等人曾提出的「權力資源」（resources）。此種定義嚴謹化的優點是使「能力」可以較精確地度量。例如對各國的軍事力量、經濟實力等做出比較，並用數理模型演繹、模擬其對抗的可能結果。
不過此派學者也同意，「能力」與「資源」並不能百分之百決定兩個以上的單位較量的勝敗得失，因為「政治」中總有各種偶發、不確定的因素。例如天候、瘟疫、誤判等等。因此度量力量對比只能限縮國家間爭鬥結果的可能範圍，而不是對特定結局作保證。
批判結構現實主義的意見認為，將「權力」窄化為「能力」與「資源」雖有便於計量的優點，卻過度壓縮權力承載者--「人」的能動性，對人類社會發展的因果關係過度簡化為物質力量間的制約關係，而有淪為物質決定論的危險。
上述批評意見與中國老子、毛澤東等人的觀點有近似之處。老子曾提出「以柔克剛」的現象，毛澤東則曾論證「弱國擊敗強國」，強權資源豐富卻是「紙老虎」的觀點。這類觀點非常重視權力執行者的戰略，而不偏執於有形的資源。當代中國的超限戰概念與此有關。

### 軟硬國力

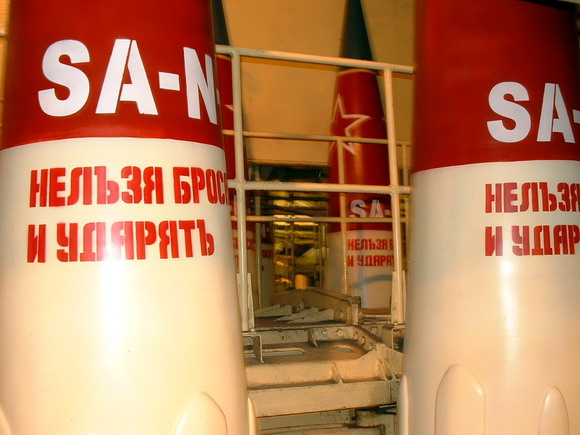
武力是硬國力的直接象徵。圖為蘇聯S-A-N3導彈模型

將權力視為「能力」、「資源」的觀點容易偏重「硬國力」（hard power）以利模型建立和跨國比較，但此種角度易於偏廢非物質性的因素在國際角力中的作用。曾任美國國防部副部長的學者约瑟夫·奈尔在1990年代初提出「軟實力」（soft power）概念，是對權力研究的重要進展。
根據奈尔等人的觀點，軟國力是一個國家的價值、意識型態、生活方式等的「吸引力」（attractiveness）。一個國家若具有較大的軟國力，也就是說，他國認同本國所欲追求的目標和價值觀，則當該國執行外交政策追求某種利益時，便可大幅減少硬國力的消耗。反之，若他國對本國的價值與意識型態極為反感仇視，則即便本國擁有明顯的軍事、經濟優勢，在追求某一國家目標時，也將付出不成比例的慘重代價。
目前學界仍普遍接受美國擁有相對較強的軟國力。這一軟國力表現在美國的自由經濟體制和民主政治制度，以及此一體制所支持的發展創新環境。另外，美國式的、自由放任型資本主義的生活方式，鼓勵個人各顯神通地追求財富與發展，也是各國優秀人才不斷流入美國，幫助美國維持經濟增長、科學領先和與軍事優勢的重要原因。但是此種體制，以及2000年布什就任後的系列政策，則被批評為嚴重折損美國軟國力，使美國在全球各地追逐利益時，付出許多不必要的代價。

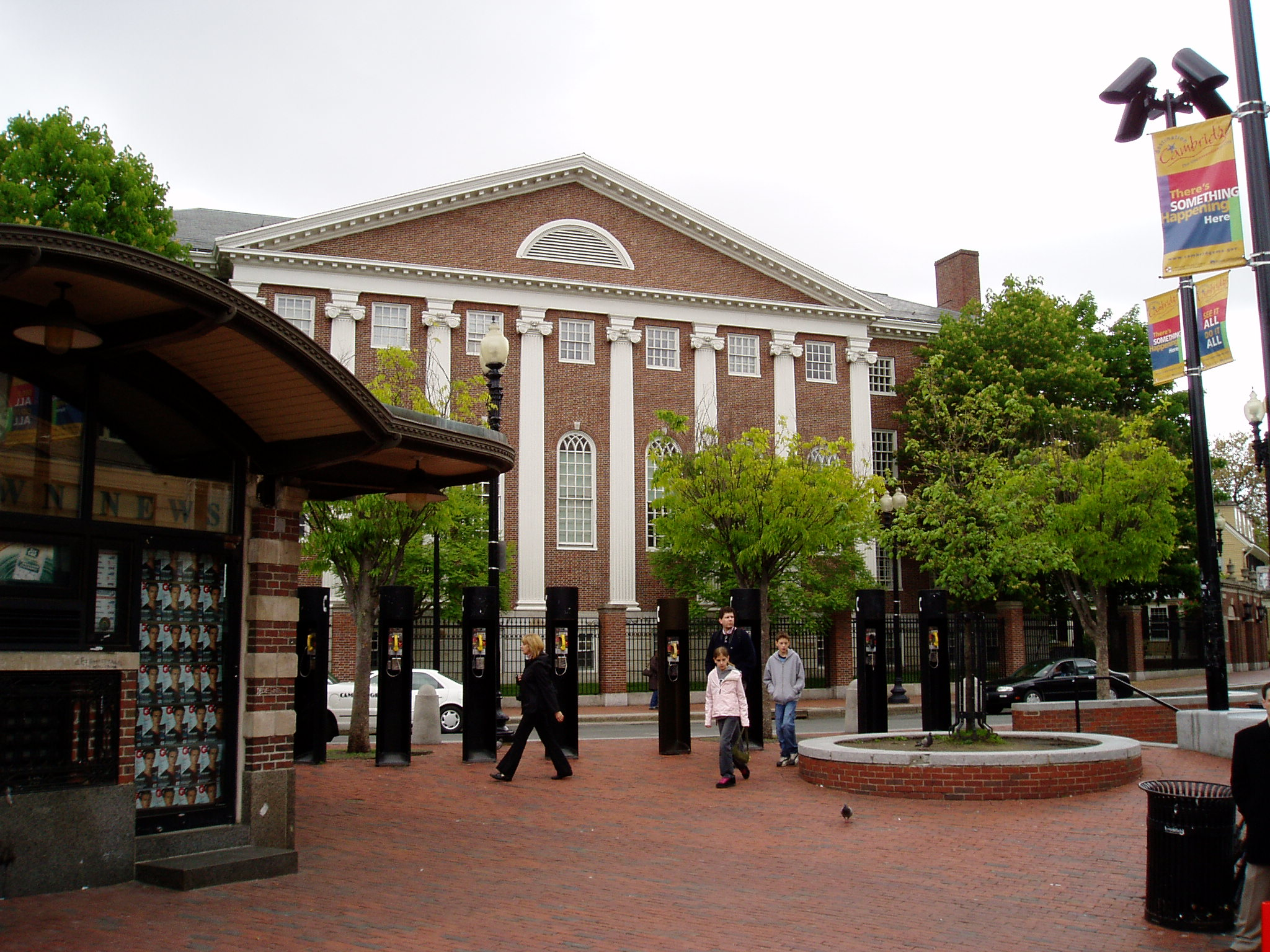
擁有自由而優質的教育體系是軟國力的無限泉源。圖為美國哈佛校園

### 綜合國力
中國國際關係學界在1990年代中期也提出了「綜合國力」概念。這一概念有利於將物質性與非物質性的權力要素做出綜合估計，並以數理模型處理。但是目前存在的若干模型中，對不同變量的權值估計頗多出入，得出的結果彼此有不小差異。此一情況在他國也屢屢發生，特別是對中國、俄國、印度、日本的國力究竟應如何估計，不同的研究結果往往大相逕庭。

### 權力平衡
權力平衡，亦譯做「均勢」、「勢力均衡」，是古典現實主義與結構現實主義理論的核心概念之一。中國國際關係研究文獻中的「格局」概念與此相近。此一概念可以指一種強調國家間應彼此警惕、制約的政策主張。也可以指客觀存在的，國際體系間的力量對比態勢。究竟採何定義，端視文獻脈絡而定。